# Дедельсторф
Дедельсторф (нім. Dedelstorf) — громада в Німеччині, розташована в землі Нижня Саксонія. Входить до складу району Гіфгорн. Складова частина об'єднання громад Ганкенсбюттель.
Площа — 76,03 км2. Населення становить 1188 ос. (станом на 31 грудня 2021).